# الاشارف (حبيش)

تعديل مصدري - تعديل

الاشارف محلة تابعة لقرية الفرانع، التابعة لعزلة بني الضاحتين بمديرية حبيش إحدى مديريات محافظة إب في الجمهورية اليمنية، بلغ تعداد سكانها 49 حسب تعداد اليمن لعام 2004.